# SK Shlomo

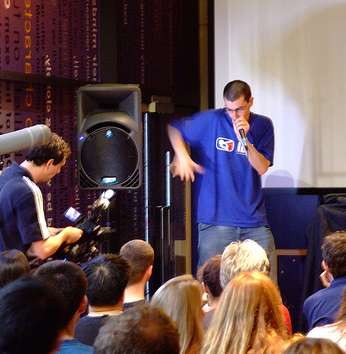
Shlomo 2007 im Dana Centre in London

Simon Shlomo Kahn (* 1983 in Kent) ist ein seit 2007 im Londoner Southbank Centre wohnhafter, britischer Human Beatboxer, bekannt als SK Shlomo, ehemals Shlomo. Er ist außerdem der World Loopstation Champion von 2011.

## Hintergrund
Shlomo, der von israelischen, irakischen und deutschen Vorfahren abstammt, wuchs in Bourne End, Buckinghamshire auf. Er spricht fließend Arabisch, Hebräisch und Aramäisch. Nach eigenen Angaben wuchs er in einer sehr musikalischen Familie auf, sodass er als Kind immer von Musik umgeben war. Sein Vater, Jeremy Kahn, welcher inzwischen Shlomos Manager ist, ist selbst Jazzmusiker und Shlomo spielte seit seinem vierzehnten Lebensjahr in seinem Jazz-Quartett Drums. Außerdem spielte er ebenfalls für ein lokales Orchester.

## Musik
Außer seinen Beatbox-Fähigkeiten ist Shlomo auch ein klassisch unterrichteter Schlagzeuger, auch war er vor seiner Solotätigkeit Teil der Foreign Beggars und der Beatbox-Gruppe Drool Skool. Auch ist er auf Werken bekannter Musiker, wie z. B. Björk, Imogen Heap und Martha Wainwright zu hören. So beatboxt er u. a. auf Björks Song Oceania, den die beiden 2004 zur Eröffnung der Olympischen Sommerspiele in Athen aufführten.
Neben Soloauftritten arbeitet er mit seiner eigenen Gruppe, The Vocal Orchestra, die er 2007 in nur sechs Wochen gründete. Zu den ursprünglichen Mitgliedern zählten neben dem A-cappella-Ensemble The Swing Singers auch die Beatboxer MC Zani und Neil Thomas sowie Bellatrix, die 2009 den Beatbox-Weltmeistertitel der Frauen in Berlin erlangte. Bevor dieser welterste Beatbox-Chor sich auch nur treffen konnte, war der erste Auftritt auf der Boxcon07, der dritten International Human Beatbox Convention in London, bereits ausverkauft. Der Prozess wurde von Filmdirektorin Colette McWilliams in einer Dokumentation, The Beatbox Choir, festgehalten. The Beatbox Choir gewann den Preis für die beste Dokumentation auf dem OS International Film Festival und war Teil der offiziellen Auswahl auf dem australischen D Reel International Film Festival. Seit den ursprünglichen Auftritten 2007 hat Shlomo das Line-up der Gruppe auf acht Mitglieder geändert, welche auf Festivals auftreten.
Zu seinen innovativen Erzeugnissen gehören das Musical Boxed, in dem er sich mit dem Vocal Orchestra nicht nur im musikalischen, sondern auch im schauspielerischen Bereich versucht, sowie das The Concerto for Beatboxer and Orchestra, welches eine Kooperation mit der Komponistin Anna Meredith war und im Februar 2010 mit einem Orchester uraufgeführt wurde. Für letzteres entwickelten Shlomo und Meredith eigens eine phonetische Beschreibung der Beatbox-Laute.
Shlomo ist ebenfalls sehr geübt an der Loopstation, die er häufig für seine Auftritte und Aufnahmen verwendet. 2010 gewann er die BOSS UK Loopstation Championships mit Part Time Dropout und sicherte sich somit einen Startplatz für die Weltmeisterschaft, die er schließlich im Januar 2011 in Los Angeles gewann. Bis Anfang April 2011 war Shlomo auf seiner Mouthtronica-Solotour durch England unterwegs.
Zu Shlomos weiteren Projekten gehören die siebenköpfige Lip Factory (seit 2011) sowie die Beatbox Academy. Die Beatbox Academy, ein Programm, das jungen Leuten die Möglichkeit zu regelmäßigem Beatbox-Unterricht geben soll, gründete Shlomo in Zusammenarbeit mit dem Londoner Battersea Arts Centre (BAC). Seit 2008 entstanden so reguläre Workshops und Klassen, in denen Teenager ihre Beatbox-Techniken sowohl solo als auch als Gruppe verbessern können.

## Privatleben
2010 wurde Shlomo Vater, wie er bei Twitter mitteilte.